# Bażyna czarna obupłciowa
Bażyna czarna obupłciowa (Empetrum nigrum subsp. hermaphroditum (Hagerup) Böcher), znana też jako bażyna górska – według The Plant List podgatunek bażyny czarnej. Bywa traktowana jako odrębny gatunek Empetrum hermaphroditum. W Polsce występuje w Sudetach, na Babiej Górze i Pilsku, w Tatrach oraz Bieszczadach Zachodnich. 

## Morfologia
PokrójKrzewinka tworząca gęste kępki wysokości do 40 cm.
LiścieCiemnozielone, igiełkowe, równowąskie, spodem prawie zrośnięte, z białym kantem. Wyrastają w gęstych okółkach po 3–4. Mniejsze niż u bażyny czarnej.
KwiatyRoślina obupłciowa. Jasnoróżowe do białawych kwiaty zebrane w kilkukwiatowe baldachogrona na szczytach pędów. Działki kielicha orzęsione, korona dzbaneczkowatego kształtu.
OwoceCzarny, kulisty pestkowiec o średnicy do 5 mm, zawierający 7-10 nasion.

## Biologia i ekologia
Chamefit. Siedlisko: wyższe partie gór, głównie w piętrze kosodrzewiny i w piętrze alpejskim. W klasyfikacji zbiorowisk roślinnych gatunek charakterystyczny dla All. Loiselerio-Vaccinion (w Polsce) i Ass.) Empetro-Vaccinietum. Owoce stanowią pokarm dla ptaków i budzących się na wiosnę niedźwiedzi.

## Zastosowanie
Roślina uprawna: w północnej Azji owoce są zbierane i spożywane zimą razem z foczym tłuszczem.